# Natan Darty
Natan Darty (* 15. Juli 1920 in Płońsk, Polen; † 1. November 2010) war ein französischer Unternehmer und Mitbegründer des Haushaltsgeräteherstellers Darty.

## Biografie
Natan Darty war der älteste der drei Brüder Darty, die zusammen mit ihrem Vater Henry Darty den Haushaltsgerätehersteller gründeten.
Ursprünglich war die Familie als Textilhändler in Montreuil tätig, ehe Henry Darty mit seinen Söhnen Natan, Marcel und Bernard 1957 das erste Haushaltsgerätegeschäft eröffneten. 1965 eröffneten sie das zweite Fachgeschäft, ehe im Mai 1968 in Bondy das erste Kaufhaus mit einer Verkaufsfläche von 800 Quadratmetern eröffnet wurde. Damit begann die Expansion des Unternehmens, zu dem heute mehr als 12.000 Beschäftigte in über 200 Geschäften gehören. Im Geschäftsjahr 2008/2009 erzielte das Unternehmen einen Erlös von 2,72 Milliarden Euro.
1993 wurde das Familienunternehmen vom britischen Unternehmen Kingfisher übernommen.
Während Marcel Darty bereits 1983 im Alter von 61 Jahren verstarb, lebt der jüngste der drei Brüder und ehemalige Président-directeur général des Unternehmens, Bernard Darty (* 1934), in der Schweiz und Belgien. Jean Sarkozy, Sohn des französischen Staatspräsidenten Nicolas Sarkozy, ist seit 2008 mit Jessica Sebaoun, Erbin der Kaufhauskette Darty, verheiratet.